# 布萊恩·威爾遜 (棒球運動員)
布萊恩·派翠克·威爾遜（英語：Brian Patrick Wilson，1982年3月16日—），出生於美國新罕布夏州倫敦德里，為前美國職棒大聯盟的投手。

## 職業生涯
威爾遜是2003年大聯盟選秀會中於第24輪被舊金山具人選中的球員，在2004年因為受傷的關係而進行尺骨附屬韌帶重建術。威爾遜初次登上大聯盟是在2006年4月23日，首次登場時，他是以終結者身份登場，投2局被打2支安打無失分，且連續3個打席投出三振。2007年春訓，球隊將威爾遜定位為終結者，但是他投出7.71防禦率的糟糕成績，而被球隊送到小聯盟再磨練。之後在8月時，被球隊叫上大聯盟，並且再次成為球隊的終結者，這一年7次救援的機會，拿下6次救援成功，防禦率是優異的2.28。因為前一年的成功，而在2008年威爾遜整季都擔任球隊的終結者。6月6日，威爾遜獲選參加國家聯盟明星賽，這是生涯第一次獲選，主投2⁄3局，有1次三振沒有被擊出安打。2010年7月4日，威爾遜再次獲選參加2010年明星賽。10月3日，威爾遜於主場3分領先情況下，登場面對聖地牙哥教士，順利拿下第48次救援成功，追平Rod Beck所保持的隊史紀錄，也幫助球隊拿下西區冠軍進入季後賽。

## 季後賽表現
初次參與季後賽，一路有精彩表現，最後幫助巨人拿下56年來，遷到舊金山後首次的世界大賽冠軍，拿下生平第一枚冠軍戒。
季後賽出賽10場，共投11.2局，拿下六次救援，無失分，三振16次。

## 球探報告
威爾遜是屬於威力型（power pitcher）的投手，主要使用3種球路，有96－98 mph的快速球，另外2種球路為滑球和卡特球（cut fastball），他的滑球是很快速變化，快到本壘板前才開始變化，主要攻擊對象是面對右打者，球速最高在80 mph以上，有時候可以到達90 mph。卡特球可以達到90 mph以上。

## 外部連結
- 球員資訊和成績在MLB ，ESPN ，Retrosheet ，Baseball Reference ，Baseball Reference (Minors) ，Fangraphs ，The Baseball Cube （英文）